# 堆随乡
堆随乡，是中华人民共和国西藏自治区山南市曲松县下辖的一个乡镇级行政单位。

## 行政区划
堆随乡下辖以下地区：
堆随村、龙村、柏林村和洛村。